# 大亞歷山德里夫卡區

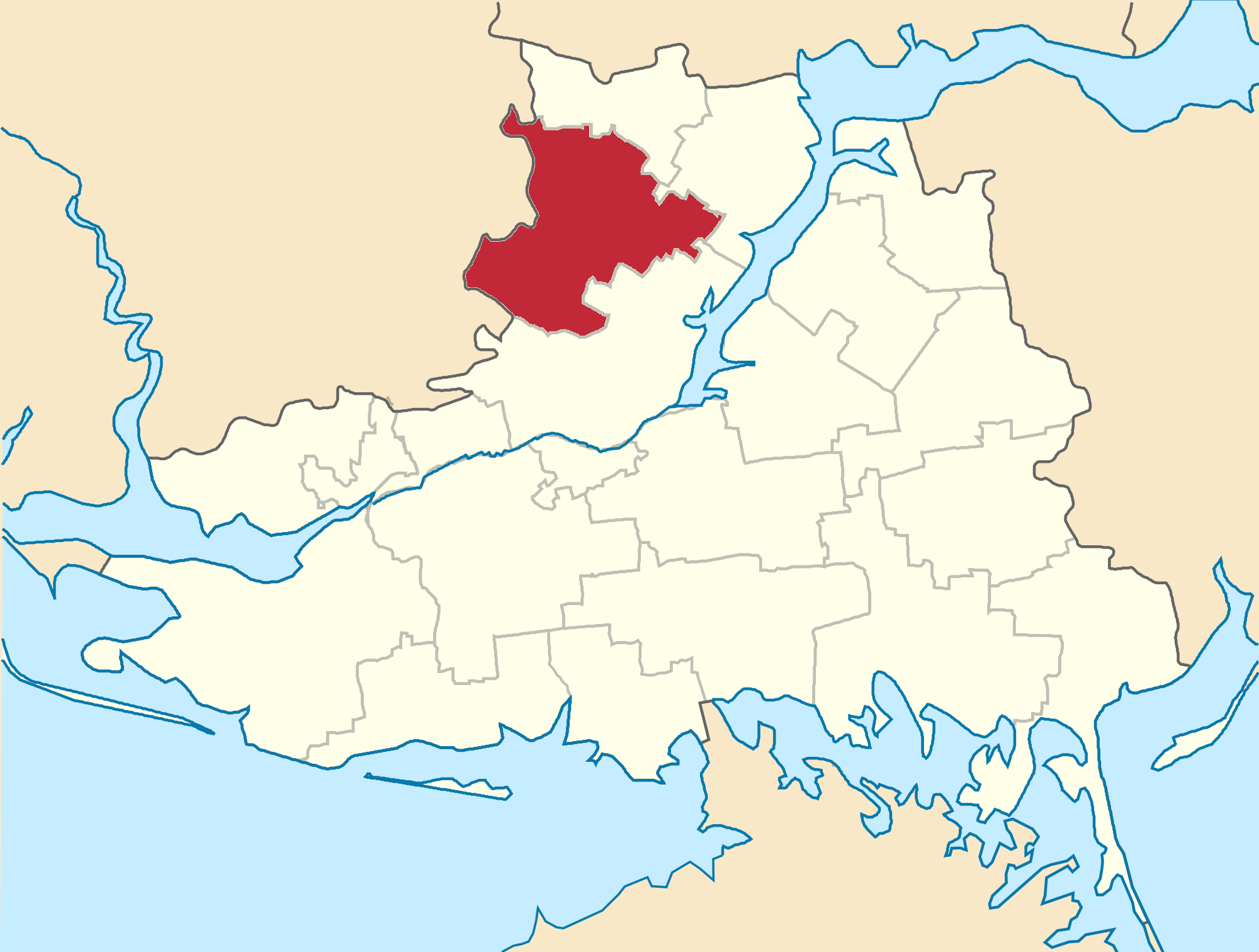
撤销前大亞歷山德里夫卡區在赫爾松州的位置

大亞歷山德里夫卡區（烏克蘭語：Великоолександрівський район），曾是烏克蘭南部赫爾松州的一個區，行政中心設於大亞歷山德里夫卡，面積1,541平方公里，2013年人口26,549，人口密度每平方公里17.23人。
该区在2020年7月18日的乌克兰行政区划改革中被撤销，改革后赫尔松州下分为5个区。大亞歷山德里夫卡區的范围并入贝里斯拉夫区。